# موشه بارزانی
موشه بارزانی، همچنین برازانی (عبری: משה ברזני‎ ; ۱۴ ژوئن ۱۹۲۶–۲۱ آوریل ۱۹۴۷)، یک یهودی کُرد عراقی الاصل و از اعضای جنبش زیرزمینی لحی («جنگجویان آزادی اسرائیل»، با نام مستعار «باند استرن») در فلسطین قبل از دولت بود. در جریان شورش یهودیان در فلسطین، او به همراه مایر فاینشتاین، یکی دیگر از مبارزان زیرزمینی یهودی تحت حکم اعدام، اندکی قبل از اجرای حکم برنامه‌ریزی‌شده‌شان با خودکشی از طریق نارنجک مرد و امروز در اسرائیل به‌عنوان یک اولی هاگاردوم به یادگار مانده‌است.

## اوایل زندگی
بارزانی در بغداد و در یک خانواده کرد یهودی اهل بارزان به دنیا آمد. خانواده وی وقتی که او شش سال داشت به اورشلیم نقل مکان کردند. بارزانی در سنین پایین، ابتدا به عنوان شاگرد نجار و سپس در یک کارخانه نوشابه مشغول به کار شد.

## فعالیت زیرزمینی
بارزانی در سنین پایین به پیروی از برادرش به لحی پیوست. او در ابتدا عضوی از گروه جوانان لحی بود و اعلامیه‌های تبلیغاتی منتشر می‌کرد؛ اما بعداً به نیروی رزمی پیوست. او در جریان عملیات‌های خرابکارانه متعدد، مین‌گذاری برای نابود کردن وسایل نقلیه بریتانیایی و خرابکاری راه‌آهن شرکت داشت.
در ۹ مارس ۱۹۴۷، بارزانی برای ترور سرتیپ ای.پی. دیویس، یک افسر ارشد انگلیسی، با نارنجک اعزام شد. او توسط یک گشت بریتانیایی متوقف شد. او را در نزدیکی اردوگاه اشنلر، یک تأسیسات بریتانیایی در اورشلیم یافتند، یک نارنجک از جیبش پیدا کردند و سپس اقدام به دستگیری وی کردند. بارزانی در ۱۷ مارس ۱۹۴۷ در دادگاه نظامی به اتهام حمل سلاح غیرقانونی و تبانی برای قتل محاکمه و به اعدام محکوم شد.

## خودکشی

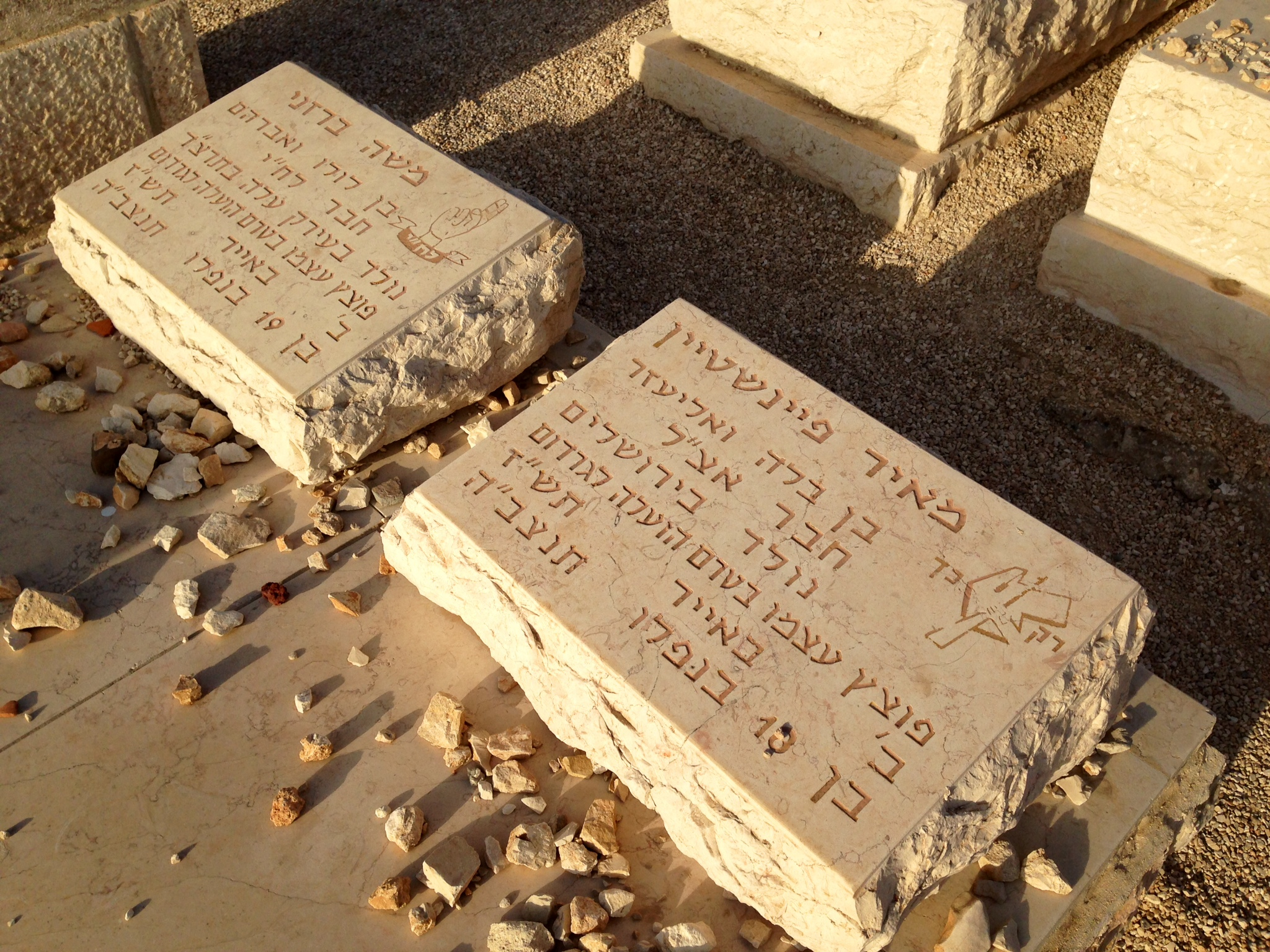
قبر موشه برازانی و مایر فاینشتاین در کوه زیتون در اورشلیم، اسرائیل.

بارزانی در حالی که در انتظار اعدام در زندان مرکزی در مجتمع روسی اورشلیم بود، با یکی از مبارزان ایرگون، مایر فاینشتاین، که او نیز به اعدام محکوم شده بود، ملاقات کرد. در ۲۱ آوریل ۱۹۴۷، اندکی قبل از اعدام‌های برنامه‌ریزی شده، آنها با یک نارنجک دست‌ساز که در داخل یک پرتقال خالی جاساز شده بود، خودکشی کردند. آن دو با نارنجک زنده‌ای که بین آنها قرار گرفته بود، یکدیگر را در آغوش گرفتند. داستان فینشتاین و بارزانی به یک داستان مشهور در صهیونیسم تبدیل شد. مناخم بگین، رهبر ایرگون و بعدها نخست‌وزیر اسرائیل، طبق وصیت خود در کنار آنها در کوه زیتون به خاک سپرده شد. در سال ۲۰۰۷ به مناسبت شصتمین سالگرد مرگ بارزانی، یک مراسم دولتی در موزه زندانیان زیرزمینی اورشلیم در سال ۲۰۰۷ برگزار شد.